# Psychiater
Ein Psychiater („Seelenarzt“; aus griechisch ψυχή psychē „Seele, Leben“ und ἰατρός iatros „Arzt“) bzw. eine Psychiaterin  hat ein Medizinstudium absolviert und zusätzlich eine mehrjährige Facharztausbildung in Psychiatrie und Psychotherapie abgeschlossen.
Nach der Facharztprüfung können Psychiater als ärztliche Psychotherapeuten arbeiten, oder sich mit der medizinischen Diagnose, Behandlung oder Erforschung von psychischen Störungen beschäftigen. Psychiater sind Ärzte und berechtigt, Medikamente wie Neuroleptika und Antidepressiva zu verschreiben und haben die Möglichkeit, die Einweisung von Patienten in Psychiatrien zu veranlassen.

## Abgrenzungen
Die Behandlung psychischer Störungen erfolgt durch Psychiater und Psychotherapeuten. Unter Laien werden die Berufsbezeichnungen Psychotherapeut, Psychologe und Psychiater fälschlicherweise häufig gleichgesetzt und synonym verwendet. Diese Berufsgruppen unterscheiden sich in Ausbildung und Berufsbild jedoch deutlich voneinander.

### Unterschied Psychiater – Psychotherapeut – Psychologe in Deutschland
- Psychiater sind Fachärzte für Psychiatrie und Psychotherapie. Die Psychotherapie ist in Deutschland seit 1994 obligatorisch in die Facharztausbildung der Psychiater mit aufgenommen. Der Facharzt für Psychiatrie und Psychotherapie ist abzugrenzen von den beiden anderen psychotherapeutischen Fachärzten (dem Facharzt für Psychosomatische Medizin und Psychotherapie und dem Facharzt für Kinder- und Jugendpsychiatrie und -psychotherapie). In Deutschland bemisst sich das Honorar für psychiatrische Behandlungen – anders als bei Psychotherapie – nicht nach Gesprächszeit, sondern nach der Zahl der Patienten pro Stunde.[3]
- Psychotherapeuten sind meist Psychologen oder Ärzte, die eine Zulassung zur Heilkunde besitzen (Approbation) und Psychotherapie im Sinne des Psychotherapeutengesetzes ausüben dürfen. Dies umfasst Diagnose, Prognose, Indikation und Behandlung psychischer Beschwerden mit Krankheitswert mittels wissenschaftlich anerkannter Methoden der Psychotherapie.[4][5]
- Psychologen sind hingegen Personen, die ein Studium der Psychologie mit einem Diplom- oder Masterabschluss beendet haben.[6] Die Berufsbezeichnungen Psychologe, Diplom-Psychologe, sowie diverse „Bindestrich-Psychologen“ (z. B. Sozialpsychologe) sind seit 1985 in Deutschland geschützt.[6][7] Psychologen mit akademischem Abschluss müssen eine Ausbildung zum Psychotherapeuten an ihr Studium anschließen und eine Approbation erwerben, wenn sie heilkundliche Psychotherapie gem. Psychotherapeutengesetz ausüben wollen. Sie können aber auch auf zahlreichen anderen Berufsfeldern tätig werden (wie z. B. in der Wirtschaft, im Personalbereich, in der Forschung, als Verkehrspsychologe oder in Beratungsstellen).[8]

### Frühere bzw. auslaufende Berufsbezeichnungen
Eine historische Bezeichnung des Berufes ist Irrenarzt, in Deutschland entstand später die Bezeichnung Nervenarzt. Der Facharzt für Neurologie und Psychiatrie wurde 1988 zunächst abgeschafft. Bei Inkrafttreten der neuen Weiterbildungsordnungen für Ärzte im Jahr 1989 galten folgende Übergangsbestimmungen: Wer die Bezeichnung „Psychiater“ oder „Arzt für Psychiatrie“ oder „Arzt für Neurologie und Psychiatrie“ führte, konnte sie beibehalten. Auf Antrag erhielt er das Recht, die Facharztbezeichnung „Facharzt für Psychiatrie und Psychotherapie“ zu führen, wenn er die Zusatzbezeichnung „Psychotherapie“ führen durfte, die eine entsprechende Weiterbildung vorausgesetzt hat. 1992 wurde der Facharzt für Neurologie und Psychiatrie wieder eingeführt.
Wer die Facharztbezeichnung für „Kinder- und Jugendpsychiatrie“ und die Zusatzbezeichnung „Psychotherapie“ führte, erhielt auf Antrag das Recht, die Facharztbezeichnung „Kinder- und Jugendpsychiatrie und -psychotherapie“ zu führen. Wer bei Inkrafttreten der Weiterbildungsordnung die Subspezialisierungsbezeichnung Kinderneuropsychiatrie in Verbindung mit der Facharztbezeichnung Neurologie und Psychiatrie oder der Facharztbezeichnung Kinderheilkunde und außerdem die Bezeichnung Facharzt für Psychotherapie führte, erhielt auf Antrag das Recht, die Bezeichnung „Facharzt für Kinder- und Jugendpsychiatrie und -psychotherapie“ zu führen.
Wer bei Inkrafttreten der Weiterbildungsordnung die Zusatzbezeichnungen „Psychoanalyse“ oder „Psychotherapie“ führte, konnte sie beibehalten. Er erhielt auf Antrag das Recht, die Bezeichnung „Facharzt für Psychotherapeutische Medizin“ zu führen, wenn er nach Erwerb der Zusatzbezeichnung über einen Zeitraum von mindestens fünf Jahren überwiegend Psychotherapie ausgeübt hat.

### Forensische Psychiatrie
Ein Teilgebiet der Psychiatrie wie der Rechtsmedizin ist die forensische Psychiatrie, die sich mit dem Grenzgebiet von Psychiatrie und Recht befasst. Dazu gehören juristische Fragen wie die Beurteilung der Schuldfähigkeit von Straftätern, aber auch Gutachten im Hinblick auf die Unterbringung in geschlossenen Anstalten oder die Betreuung von (mutmaßlich) psychisch Kranken.

## Bekannte Psychiater
| Name                      | geb. gest. | Ort        | Land | Bemerkungen |
| ------------------------- | ---------- | ---------- | ---- | --- |
| Philippe Pinel            | 1745–1826  |            | FR   | „Irrenbefreier“, Mitbegründer der wissenschaftlichen Psychiatrie                                                |
| Johann Christian Reil     | 1759–1813  |            | DE   | Begründer der Allgemeinen und Integrativen Psychiatrie und Psychotherapie                                       |
| Jean-Étienne Esquirol     | 1772–1840  |            | FR   | Schüler Pinels, Begründer der Monomanielehre                                                                    |
| Ernst Gottlob Pienitz     | 1777–1853  |            | DE   | Psychiatriereformer                                                                                             |
| Peter Willers Jessen      | 1793–1875  |            | DE   | in Schleswig Direktor des ersten psychiatrischen Krankenhauses im deutschsprachigen Raum, zwangfreie Behandlung |
| Heinrich Hoffmann         | 1809–1894  |            | DE   | Autor des Struwwelpeters                                                                                        |
| Wilhelm Griesinger        | 1817–1868  | Burghölzli | CH   | naturwissenschaftliche Psychiatrie                                                                              |
| Karl Ludwig Kahlbaum      | 1828–1899  |            | DE   | neue Gliederung der Krankheitsbilder                                                                            |
| Richard von Krafft-Ebing  | 1840–1902  |            | DE   | Sadismus und Masochismus                                                                                        |
| Paul Flechsig             | 1847–1929  | Leipzig    | DE   | Neuroanatomie                                                                                                   |
| Auguste Forel             | 1848–1931  | Burghölzli | CH   | |
| Paul Näcke                | 1851–1913  |            | DE   | Narzissmus, Homosexualität keine Krankheit                                                                      |
| Emil Kraepelin            | 1856–1926  |            | DE   | |
| Otto Binswanger           | 1852–1929  | Jena       | DE   | |
| Eugen Bleuler             | 1857–1939  | Burghölzli | CH   | |
| Julius Wagner-Jauregg     | 1857–1940  |            | AT   | |
| Alois Alzheimer           | 1864–1915  |            | DE   | Alzheimersche Krankheit                                                                                         |
| Alfred Hoche              | 1865–1943  |            | DE   | |
| Karl Bonhoeffer           | 1868–1948  |            | DE   | |
| Hans Berger               | 1873–1941  | Jena       | DE   | Elektroenzephalographie                                                                                         |
| Karl Wilmanns             | 1873–1945  |            | DE   | |
| Carl Gustav Jung          | 1875–1961  | Burghölzli | CH   | Analytische Psychologie                                                                                         |
| Oswald Bumke              | 1877–1950  |            | DE   | Nachfolger von Alzheimer in Breslau, Kraepelin in München und Flechsig in Leipzig; Bruder von Erwin Bumke       |
| Edmund Forster            | 1878–1933  |            | DE   | |
| Karl Jaspers              | 1883–1969  |            | DE   | |
| Johannes Heinrich Schultz | 1884–1970  |            | DE   | |
| Hans Prinzhorn            | 1886–1933  |            | DE   | |
| Arthur Kronfeld           | 1886–1941  |            | DE   | |
| Kurt Schneider            | 1887–1967  |            | DE   | |
| Théophile Alajouanine     | 1890–1980  |            | FR   | |
| Walter Ritter von Baeyer  | 1904–1987  |            | DE   | |
| Viktor Frankl             | 1905–1997  | Wien       | AT   | Logotherapie und Existenzanalyse                                                                                |
| Eric Berne                | 1910–1970  |            | USA  | Transaktionsanalyse                                                                                             |
| Heinz Kohut               | 1913–1981  |            | USA  | Selbstpsychologie                                                                                               |
| Detlev Ploog              | 1920–2005  |            | DE   | |
| Thomas Szasz              | 1920–2012  |            | USA  | radikaler Kritiker psychiatrischer Zwangsinterventionen                                                         |
| Erwin Ringel              | 1921–1994  |            | AT   | |
| Leo Navratil              | 1921–2006  |            | AT   | Kunst von Patienten in geschlossenen psychiatrischen Kliniken                                                   |
| Franco Basaglia           | 1924–1980  | Venedig    | IT   | betrieb die Schließung der Irrenanstalten in Italien                                                            |
| Hanns Hippius             | 1925–2021  | München    | DE   | Kompendium der Psychiatrischen Pharmakotherapie                                                                 |
| Frantz Fanon              | 1925–1961  |            | FR   | |
| Elisabeth Kübler-Ross     | 1926–2004  |            | CH   | Sterbebegleitung                                                                                                |
| Ronald D. Laing           | 1927–1989  |            | UK   | |
| Otto F. Kernberg          | 1928–      |            | USA  | Narzissmus, Objektbeziehungstheorie, Borderline                                                                 |
| Ambros Uchtenhagen        | 1928–2022  | Burghölzli | CH   | Sozialpsychiatrie                                                                                               |
| Alexander Friedmann       | 1948–2008  |            | RO   | |
| Wiktor Skumin             | 1948–      |            | RU   | |

## In anderem Zusammenhang bekannt gewordene Psychiater
- Radovan Karadžić (* 1945; wurde vom UN-Kriegsverbrechertribunal in Den Haag wegen Völkermord zu 40 Jahre Gefängnis verurteilt)
- John Karl Friedrich Rittmeister (1898–1943), hingerichtet im Strafgefängnis Berlin-Plötzensee, als einziger deutscher Psychiater und Therapeut wegen seiner aktiven Widerstandstätigkeit gegen die Nationalsozialisten
- Hoimar von Ditfurth (1921–1989), Professor für Psychiatrie und Fernsehjournalist (Querschnitte mit dem Physiker Volker Arzt), Autor zahlreicher populärwissenschaftlicher Bestseller (Am Anfang war der Wasserstoff u. v. a. m.)